# I Am a Promise: The Children of Stanton Elementary School
Pour plus de détails, voir Fiche technique et Distribution.
I Am a Promise: The Children of Stanton Elementary School est un film documentaire américain sorti en 1993, réalisé par Susan Raymond et produit par Alan Raymond.

## Synopsis
Alan et Susan Raymond ont passé une année dans une école élémentaire de Philadelphie, exclusivement fréquentée par de jeunes afro-américains.

## Fiche technique
- Titre : I Am a Promise: The Children of Stanton Elementary School
- Réalisation : Susan Raymond
- Musique : Tom Verlaine
- Photographie : Alan Raymond
- Montage : Alan Raymond
- Production : Alan Raymond et Susan Raymond
- Pays :  États-Unis
- Genre : Documentaire
- Durée : 89 minutes
- Dates de sortie : 
  - États-Unis : 1993 (Los Angeles)

## Distinctions
Le film a reçu l'Oscar du meilleur film documentaire en 1994, ainsi qu'un Primetime Emmy Award.